# Verlorene
Verlorene ist ein deutsches Filmdrama des Regisseurs Felix Hassenfratz aus dem Jahr 2018. Gesprochen wird in dem Film fast ausschließlich badischer Dialekt.
Das Kino-Debüt wurde ins offizielle Programm der Berlinale 2018 eingeladen und in der Sektion „Perspektive Deutsches Kino“ uraufgeführt. Der Film gewann u. a. den Preis als „Bester Debütspielfilm“ bei den Biberacher Filmfestspielen sowie den Nachwuchspreis „MFG Star“ auf dem Fernsehfilmfestival Baden-Baden. Die offizielle Kinopremiere fand am 10. Januar 2019 im Kinostar Arthaus Kino in Heilbronn statt.

## Handlung
Die 18-jährige Maria fühlt sich frei, wenn sie Orgel spielt. Zu Hause ist sie für Hannah verantwortlich, ihre jüngere Schwester, die rebellierend den Ausbruch aus dem Dorf plant, sowie für Johann, ihren Vater. Nach dem frühen Tod der Mutter leben die beiden ungleichen Schwestern alleine mit ihm in der badischen Provinz. Dann findet Valentin, ein junger Zimmermann auf der Walz, im Betrieb des Vaters Anstellung. Maria verliebt sich in ihn, was Hannah eifersüchtig macht. Als Hannah persönliche Gegenstände im Wald versteckt, bemerkt sie zufällig, dass ihre Schwester mit dem Vater eine sexuelle Beziehung hat, eine Hütte im Wald dient ihnen als Liebesnest. Ein Gespräch darüber zwischen den Schwestern gestaltet sich schwierig. Maria verpflichtet Hannah zur Geheimhaltung, obwohl sie selbst diese Beziehung hasst, die sie an den Vater bindet und ihr ein eigenes Leben verwehrt. Selbst eine Zulassung zu einem Musikstudium hat sie vernichtet, um Hannah nicht mit Johann allein lassen zu müssen. Ihre diesbezüglichen Stimmungsschwankungen lässt sie an Valentin aus, der ihr schließlich anbietet, sie mitzunehmen, wenn er weiterwandert. Nun ist es Hannah, die für ihre Schwester Verantwortung übernehmen muss. Sie verlassen Johann, verbrennen die Einrichtung der Waldhütte und gehen zu Fuß davon.

## Produktion
Felix Hassenfratz hat Regie geführt und auch das Drehbuch geschrieben. Produzenten waren VIAFILM in Koproduktion mit Rat Pack Filmproduktion Southwest, SWR und WDR. Ins Kino gebracht wird der Film vom Verleih W-film Distribution.

## Rezeption
Die Freiwillige Selbstkontrolle der Filmwirtschaft gab den Film für Jugendliche ab 16 Jahren frei und begründete ihre Entscheidung damit, dass Jugendliche ab diesem Alter „auf Grund ihres psychosozialen Entwicklungsstands und ihrer Medienerfahrung fähig“ seien, die Themen des Films „zu verstehen und die beklemmenden Darstellungen zu verarbeiten“. Der Film sei „in seiner Aussage moralisch klar verortet und beschönigt auch nicht die psychischen Folgen des Missbrauchs“, führte die Einrichtung in ihrer Begründung weiter aus.
Die Deutsche Film- und Medienbewertung (FBW) beurteilt den Film positiv und zeichnet ihn mit dem höchsten Prädikat besonders wertvoll aus: „Das Furchtbare, Drastische und Gewaltsame der Lage drückt Hassenfratz nicht in dem aus, was er zeigt, sondern in dem, was er durch die atmosphärische Dichte der Bilder erahnen lässt. Dies macht Verlorene zu einem starken Drama, das sich mutig seinem schwierigen und hochbrisanten Thema stellt.“
Der Unabhängiger Beauftragter für Fragen des sexuellen Kindesmissbrauchs hat den Film in seine Liste der empfehlenswerten Filme aufgenommen.
Die Süddeutsche Zeitung schreibt, der Film verbinde „eine authentische Innenansicht der badischen Provinz mit der aktuellen Debatte um sexualisierte Gewalt“ und empfiehlt ihn als Filmtipp des Tages.
Die Zeit lobt in ihrer vergleichenden Filmkritik u. a. die besondere Bedeutung der Musik im Film: „Verlorene tappt nicht in die Klischeefalle aus Dorf und Katholizismus. Die Kirchenmusik ist kein Repressionsinstrument, sondern ein Notausgang.“
Der Kölner Stadt-Anzeiger schreibt in seiner Filmkritik Der Abgrund im Idyll: „Auf stille, aber ungemein intensive Weise dringt Hassenfratz zu einem Geheimnis vor, mit dem er die Sphäre des Heimatfilms verlässt und ein spannungsvolles Psychodrama entfaltet.“
Das Magazin Kulturzeit auf 3Sat bewertet den Film positiv: „Ein in beklemmenden intensiven Einstellungen inszeniertes Debüt. Regisseur Felix Hassenfratz bleibt dicht an seinen Figuren und ihrer psychologischen Entwicklung. Ein mit großer Wucht erzähltes Drama, das lange nachklingt.“

## Auszeichnungen
- 2020: Jupiter Filmpreis, Nominierung: Maria Dragus (HR Maria) als Beste Darstellerin National[12]
- 2019: Festival des deutschen Films, Nominierung: Filmkunstpreis & Rheinhold Publikumspreis[13]
- 2019: Filmfestival Max-Ophüls-Preis, MOP – Watchlist[14]
- 2018: Internationales Filmfest Emden-Norderney – Gewinner: NDR-Nachwuchs-Filmpreis[15]
- 2018: Internationales Filmfest Emden-Norderney – Nominierung: SCORE Bernhard Wicki Preis, Beste Regie[16]
- 2018: 40. Biberacher Filmfestspiele – Gewinner: Bester Debütspielfilm[17]
- 2018: Kinofest Lünen – Gewinner: Hans W. Geißendörfer Drehbuchpreis[18]
- 2018: Fernsehfilmfestival Baden-Baden – Gewinner: MFG Star[19]
- 2018: Deutsche Film- und Medienbewertung (FBW) – Prädikat besonders wertvoll[20]
- 2018: Filmschau Baden-Württemberg – Nominierung: Baden-Württembergischer Filmpreis[21]
- 2018: Deutscher Regiepreis Metropolis – Nominierung: Bestes Regie-Debüt[22]
- 2018: 68. Berlinale – Perspektive Deutsches Kino[23]